# Guadalupe Victoria
José Miguel Ramón Adaucto Fernández y Félix, kortweg Félix Fernández maar beter bekend als Guadalupe Victoria, (Tamazula, 29 september 1786 - Perote, 21 maart 1843) was een Mexicaans onafhankelijkheidsstrijder en politicus. Tussen 1824 en 1829 was hij de eerste president van Mexico.
Hij studeerde recht aan het Colegio de San Ildefonso. In 1811 sloot hij zich aan bij de onafhankelijkheidsstrijd van José María Morelos. In 1812 nam hij de stad Oaxaca in, en hernoemde zichzelf toen tot Guadalupe Victoria. 'Guadalupe' verwijst naar de Maagd van Guadalupe, de beschermheilige van Mexico, en 'Victoria' naar overwinning. Na de dood van Morelos werd hij een van de belangrijkste leiders van de opstand. In 1815 werd hij generaal, kennelijk nadat hij zichzelf tot die rang benoemd had. De Spanjaarden wisten echter terrein terug te winnen en Victoria startte een guerrillaoorlog in de staat Veracruz. Toen de Spanjaarden in 1817 amnestie aanboden aan de rebellen, legden de meesten de wapens neer. Victoria zat nu vrijwel zonder manschappen en trok zich terug op zijn haciënda in Veracruz.
Na de proclamatie van het Plan van Iguala pakte hij de wapens weer op en wist hij aan de zijde van Vicente Guerrero en Agustín de Iturbide Mexico's onafhankelijkheid te bewerkstelligen.
Toen Iturbide zich tot keizer had uitgeroepen, zette deze Victoria, die republikein was, gevangen. Hij wist echter te ontsnappen. In Veracruz ondertekende hij met Antonio López de Santa Anna het plan van Casa Mata, waarin beide heren opriepen tot omverwerping van de monarchie. Victoria nam deel aan de voorlopige regering en werd na het aannemen van de grondwet op 10 oktober 1824 als 'patriottisch' kandidaat unaniem tot president gekozen.
Guadalupe Victoria stond bekend als een vriendelijke man met een innemende persoonlijkheid. Vanwege zijn verdiensten in de onafhankelijkheidsstrijd werd hij als nationaal symbool gezien, en als iemand die boven de partijen stond. Zijn belangrijkste wapenfeiten als president waren de afschaffing van de slavernij en het invoeren van Grito de Dolores als nationale feestdag. Hij knoopte diplomatieke en economische banden met het Verenigd Koninkrijk aan, en liet Spanjaarden, die de Mexicaanse onafhankelijkheid niet wilden erkennen, het land uit. De economie raakte onder zijn bestuur echter verder in het slop, waardoor kritiek op zijn beleid toenam.
Tegen het einde van zijn termijn braken er hier en daar relletjes uit, die na de verkiezing van de conservatieve Manuel Gómez Pedraza ontaardden in een grote opstand. Victoria mocht zijn termijn wel uitzitten, omdat de opstandelingen hem niet gevaarlijk achtten. Zijn termijn liep af op 31 maart 1829, waarna Vicente Guerrero in een staatsgreep president werd, om te voorkomen dat Gómez Pedraza die positie kon innemen.
Na 1829 trok hij zich terug op zijn haciënda in Veracruz, al werd hij af en toe nog ingezet om opstanden neer te slaan. Vanaf 1839 ging de gezondheid van Victoria, die aan epilepsie leed, snel achteruit. In 1842 werd hij opgenomen in een militair hospitaal, waar hij een jaar later overleed aan een epileptische aanval. Hij ligt begraven in het Ángel de la Independencia, een onafhankelijkheidsmonument in Mexico-Stad.
- Biblioteca Nacional de España: XX1333526
- Bibliothèque nationale de France: cb12153227z (data)
- Gemeinsame Normdatei: 128776854
- International Standard Name Identifier: 0000 0000 6637 2609
- Library of Congress Control Number: n85345810
- Nationale Bibliotheek van Israël: 987007269591305171
- Nederlandse Thesaurus van Auteursnamen: 295920750
- SNAC: w69c6xj1
- Système universitaire de documentation: 086697005
- Virtual International Authority File: 69990178
- WorldCat: E39PBJv8Htxy6KwgrcTrwx3qQq